# Calf of Flotta
Calf of Flotta è una piccola isola disabitata nell'arcipelago delle Orcadi, in Scozia.
Il nome letteralmente significa "vitello di Flotta", una terminologia spesso usata per indicare una piccola isola affiancata da una più grande, in questo caso Flotta.

## Geologia e geografia
L'isola è costituita da arenaria rossa.
Calf of Flotta è situata nella Scapa Flow, a fianco di Flotta, (da cui il nome), ha una forma sottile ed allungata, orientata est-ovest, ed è lunga approssimativamente 0,8 km.